# Matsu Kotou
Matsu Kotou és una dibuixant de manga shojo. Les seves obres són publicades a la revista Betsuma.

## Obres[1]
- Andante no Koi (1995)
- Jun'ai Orange (1996)
- Koi no Furu Hi ni (1996)
- Natural Beauty (1998)
- 777 (1999)
- French Beans Chocolate (2000)
- Futago Gokko (2000)
- Aka to Ao no Kajitsu (2001)
- Aisare Taishitsu (2002)
- Cherry no Atenna (2004)
- Megattari, Kanattari (2004)
- Pink Choodai (2005)
- I doll (2006)
- 3 Banme no Kareshi (2007)
- Sakura Irony (2007)
- Seishun Punch (2008)

Oneshots
- Hotto Pantsu (2007)